# Plaza Mulato Gil de Castro
La Plaza Mulato Gil de Castro pertenece al Barrio Lastarria, que está entre el sector de Plaza Italia, Parque Forestal y el Cerro Santa Lucía, en pleno centro de Santiago de Chile. Se ubica específicamente en José Victorino Lastarria 305/307. Está demarcada por un centro cultural montado el año 1982 y a su alrededor, en el Barrio Lastarria, hay una variada oferta de cafés, librerías, museos, galerías, centros culturales, teatros y bares.
Las estaciones de metro Universidad Católica  y Bellas Artes  son un acceso directo al Barrio Lastarria.

## Origen y desarrollo
Este barrio surgió, como muchos barrios de la comuna de Santiago, a partir de una iglesia. En este caso, la iglesia de la Veracruz. Se construyeron casonas entre calles serpenteantes donde se destaca la casona de la Plaza Mulato Gil de Castro. Ésta fue construida a principios del siglo XIX. A pesar de la antigüedad del barrio, la plaza sólo nace hace unas décadas atrás por el interés de preservar una serie de fachadas, partiendo por la histórica casa del gran pintor peruano el mulato Gil de Castro. La plaza fue inaugurada oficialmente el 29 de octubre de 1981.
En los años 1990 el barrio empieza a ser remodelado sin alterar su vida bohemia e intelectual, y a fines de esa década llegan una serie de cafés, bares y centros culturales a intensificar las actividades del sector. Desde esa fecha, como barrio histórico y zona típica, ha logrado conciliar desarrollo con su sello característico.